# Friedrich Christian Hermann Uber
Friedrich Christian Hermann Uber (* 22. April 1781 in Breslau; † 2. März 1822 in Dresden) war ein deutscher Komponist und Kreuzkantor.
Der als Sohn des Juristen und Musikliebhabers Christian Benjamin Uber geborene Hermann Uber studierte in Halle (Saale) Jura und erhielt eine musikalische Ausbildung bei Daniel Gottlob Türk. Bei Prinz Louis Ferdinand erhielt er eine Stelle als Kammermusiker.
Ab 1807 war er Erster  Violinist in Braunschweig. 1808 berief ihn König Jérôme Napoleon als Opernkapellmeister nach Kassel. Ab 1814 war er Kapellmeister des Theaters in Mainz, ab 1816 Musikdirektor einer Theatergruppe in Dresden. Von 1818 bis zu seinem Tode war er Musikdirektor der Kreuzkirche und Kreuzkantor.
Uber komponierte französische und eine deutsche Opern, Intermezzi, Kantaten, eine Passion und ein Violinkonzert. Stilistisch war er ein Vertreter der Romantik.
Ubers Bruder Alexander Uber (* 1783 in Breslau; † 1824 in Breslau) war ein Cellovirtuose (Schüler von Johannes Jäger) und Kapellmeister. Von ihm sind ein Cellokonzert, Ouvertüren, Variationen für Cello und Orchester, verschiedene Instrumentalstücke und Lieder überliefert.